# Maison (34 rue Blanqui, Tours)
Pour les articles homonymes, voir Maison (homonymie).
La maison, 34 rue Blanqui est une ancienne maison à colombages dans la ville de Tours, dans le département français d'Indre-et-Loire.
Cet ensemble de bâtiments des XVe et XVIIe siècles, à pans est escaliers de bois, est partiellement inscrit comme monument historique en 1946.

## Localisation
La maison est située dans le Vieux-Tours, dans la rue Blanqui. Cette voie prolonge vers l'est la Grande Rue qui traverse la ville de part en part et qui, reprenant le tracé d'une voie antique longeant la Loire, est jusqu'au XVIIIe siècle la principale rue de Tours.

## Histoire
L'édifice semble construit au XVe siècle mais il est agrandi deux siècles plus tard.
Les façades, les escaliers extérieurs ainsi qu'une cheminée dans une pièce sont inscrits comme monuments historiques par arrêté du 23 août 1946.
À la faveur d'une restauration récente, la façade sur rue est débarrassée de son essentage d'ardoise et les pans de bois dont les intervalles sont remplis de briques redeviennent apparents.

## Description

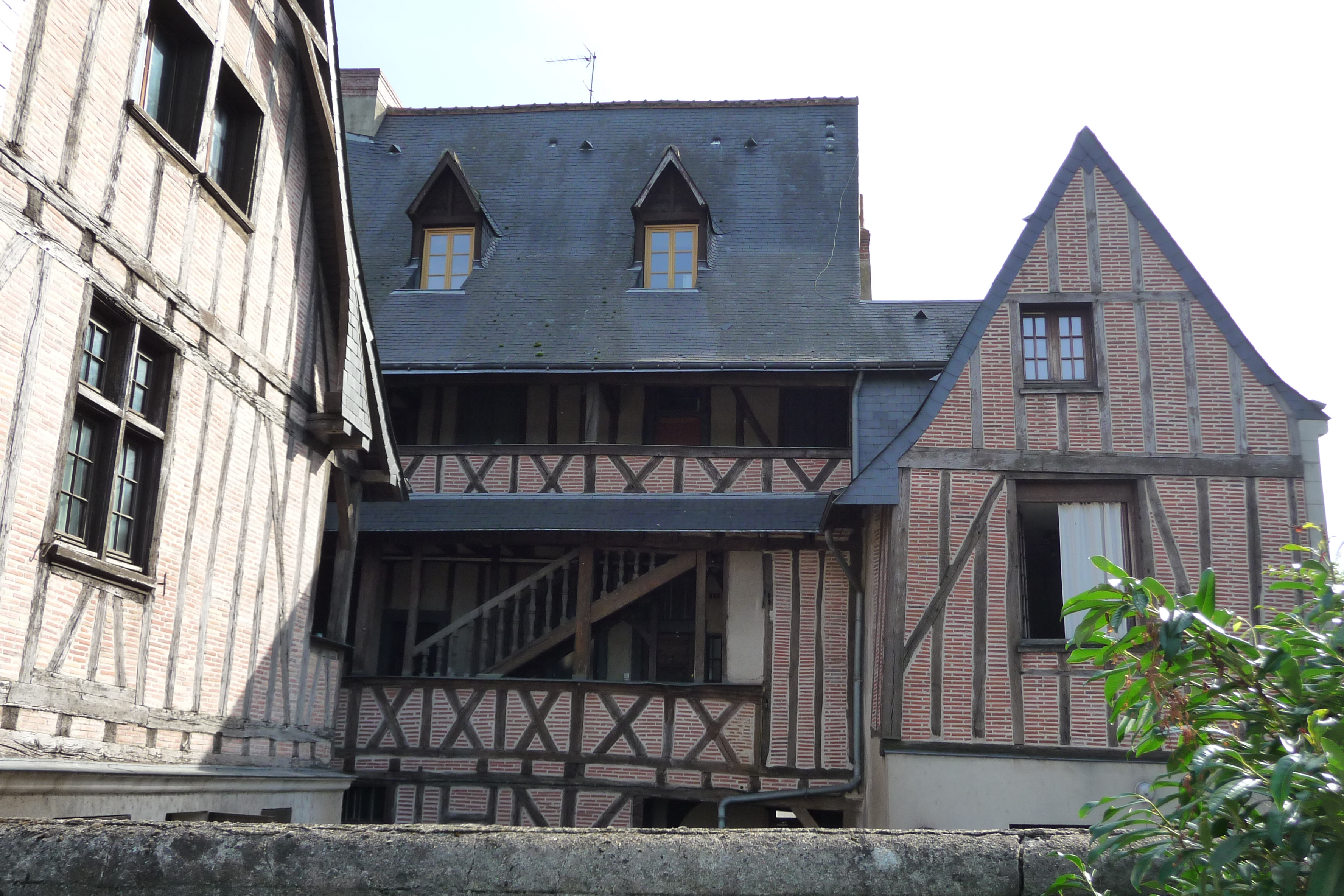
Façade nord.

Le corps de logis principal se compose d'un rez-de-chaussée surmonté de deux étages. La façade sud, sur la rue Blanqui, garde ses poteaux corniers mais toute décoration a disparu au rez-de-chaussée. Au-dessus, les pans de bois dessinent des motifs de losanges remplis de briques. La façade nord s'accompagne d'un escalier à volées droites et de galeries en bois donnant accès à des bâtiments annexes.

## Pour en savoir plus